# Agulhasina
Agulhasina is een geslacht van uitgestorven kreeftachtigen uit de klasse van de Ostracoda (mosselkreeftjes).

## Soorten
- Agulhasina quadrata Dingle, 1971 †
- Agulhasina sudoceanica Majoran & Widmark, 1998 †